# Guerra dels emús
La Guerra dels emús (o Gran Guerra dels emús) va ser una operació militar de gestió de la vida salvatge que es va dur a terme a Austràlia durant la darrera part de 1932 per abordar la preocupació pública pel nombre d'emús, un gran ocell no volador autòcton del país, que es deia que destruïa els cultius al districte de Campion dins del cinturó de blat d'Austràlia Occidental. Els intents infructuosos de frenar la població d'emús va fer emprar soldats de l'artilleria de l'Exèrcit Australià armats amb metralladores Lewis, fet que va portar els mitjans a adoptar el nom de «Guerra dels emús» quan es referia a l'incident. Tot i que es van matar molts ocells, la població d'aquesta au va persistir i va continuar causant la destrucció dels cultius.

## Context

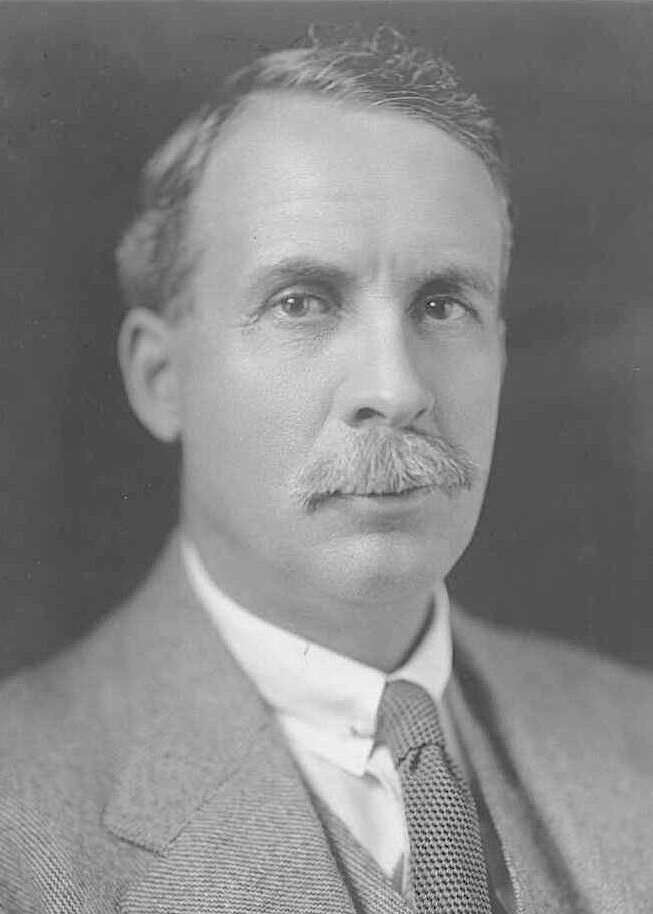
Sir George Pearce, ministre de defensa que va ordenar que l'exèrcit actués contra els emús. Més tard se l'anomenà al Parlament ministre de la Guerra dels emús.

Després de la Primera Guerra Mundial, un gran nombre de soldats australians, però també veterans de guerra britànics es van instal·lar com a camperols en explotacions agràries familiars a Austràlia Occidental. En esclatar la Gran Depressió, el 1929 el govern va animar aquests grangers a augmentar la seva producció de cereals tot prometent-los ajudes en forma de subsidis. Malgrat les promeses, l'augment de producció va fer que els preus caiguessin i l'octubre de 1932 els pagesos van amenaçar de no distribuir la collita de blat pels baixos preus.
La situació encara es va agreujar més amb l'arribada de 20.000 emús. Els emús migren regularment, després de criar, des de l'interior cap a la costa. Amb les terres netejades i els subministraments addicionals d'aigua disponibles pel bestiar dels agricultors de l'Austràlia Occidental, els emús van trobar en les terres conreades un bon hàbitat i van començar una incursió en el territori agrícola, en particular les terres de conreu marginals al voltant de Chandler i Walgoolan. Els emús consumien i espatllaven les collites i deixaven grans buits a les tanques on els conills podien entrar i causar encara més problemes.
Els pagesos van enviar una delegació d'antics militars al Ministeri de Defensa, en mans de Sir George Pearce, veterà de la Primera Guerra Mundial, a qui van convèncer d'emprar armes de guerra contra els grans ocells, potser amb afanys propagandístics. Certes condicions van ser implementades per l'ús de les armes: havien de ser utilitzades pel personal militar, el transport de tropes havia de ser finançat pel govern d'Austràlia Occidental i els agricultors proporcionarien menjar, allotjament i pagarien la munició. Pearce va argumentar la implementació de la mesura, en gran part, era perquè els soldats poguessin practicar. També s'ha argumentat que alguns membres del govern podrien haver vist l'operació com una manera d'ajudar els agricultors d'Austràlia Occidental, així com per evitar el moviment de secessió. Amb aquesta finalitat, es va reclutar un director de fotografia del Fox Movietone.

## La «guerra»
La participació militar havia de començar l'octubre de 1932. La «guerra» va ser comandada per Gwynydd Purves Wynne-Aubrey Meredith de la 7ena Artilleria Pesada de la Royal Australian Artillery. L'operació va ser posposada per culpa per un període de pluges que va provocar que els emús s'escampessin per una àrea més àmplia. Aquesta pluja va cessar el 2 de novembre de 1932. Va ser llavors quan les tropes es van desplegar amb ordres d'ajudar els grangers i, segons un diari, per recollir 100 pells d'emú perquè les seves plomes poguessin ser utilitzades per fer barrets per a la cavalleria lleugera.

### Primer intent
El 2 de novembre, els soldats es van desplegar a Campion, on 50 emús van ser divisats. Com es trobaven fora de l'abast de les metralladores, els ciutadans de la zona van intentar arreplegar-los en una emboscada, però aquests es van dividir en petits grups i van córrer de tal forma que era difícil de conduir-los. La primera fusellada va ser ineficaç a causa del gran abast, una segona ronda de trets va poder matar «una sèrie» d'emús. Més tard, el mateix dia es va trobar un petit ramat i «potser una dotzena» d'ocells van ser assassinats.
El següent esdeveniment significatiu va ser el 4 de novembre. Meredith establí una emboscada a prop d'una presa local on hi van anar més de 1.000 emús. Aquesta vegada els artillers van esperar fins que estiguessin molt més prop abans d'obrir foc. No obstant això, només una dotzena d'animals van ser abatuts abans no es bloquegessin diverses armes i la resta d'emús es dispersessin. Aquell dia no se'n van divisar cap més.
En els dies següents, es va optar per moure's més al sud, on es va «informar que els ocells eren bastant mansos», però tot i els esforços, novament el nombre d'emús abatuts va ser insignificant. Al quart dia de la campanya, els observadors de l'exèrcit van assenyalar que «cada manada sembla tenir el seu propi líder: un gran ocell de plomes negres que fa 1,8 m d'alçada i vigila mentre els seus companys duen a terme el seu treball de destrucció i els adverteix de la nostra aproximació». En un moment, Meredith va anar tan lluny com per muntar una de les armes en un camió: un moviment que va resultar ser ineficaç, ja que l'aparell no era capaç de guanyar en velocitat les aus, i la persecució va ser tan dura que l'artiller no va poder fer un sol tret. El 8 de novembre, sis dies després del primer enfrontament, s'havien disparat 2.500 cartutxos de munició. El nombre d'ocells morts és incert: un compte estima que va ser de 50 ocells, però altres comptes oscil·len entre 200 i 500, aquesta darrera xifra proporcionada pels colons. L'informe oficial de Meredith assenyalava que els seus homes no havien patit cap víctima, exceptuant la seva dignitat.
L'ornitòleg Dominic Serventy va comentar:
| « | Els somnis dels metralladors contra les masses d'emús aviat es van esfondrar. Evidentment, el comandament emú havia ordenat tàctiques de guerrilla, i el seu exèrcit difícil de manejar aviat es va dividir en innombrables petites unitats que feien que l'ús de l'equipament militar fos poc eficaç. Per tant, una força de camp caiguda es va retirar de l'àrea de combat al cap d'aproximadament un mes. | » |

El 8 de novembre, els membres de la Cambra de Representants d'Austràlia van discutir l'operació. Després de la cobertura negativa dels esdeveniments als mitjans locals, que incloïa afirmacions que «només uns quants» emús havien mort, Pearce va retirar el personal militar i les armes el 8 de novembre.
Després de la retirada, el major Meredith va comparar els emús amb els zulús i va comentar la seva sorprenent maniobrabilitat, fins i tot quan estan malferits.
| « | Si tinguéssim una divisió militar amb la resistència a les bales d'aquests ocells, podríem competir amb qualsevol exèrcit del món... Poden enfrontar-se a bales amb la robustesa d'un tanc. Són com zulus a qui ni les bales expansives no podrien aturar. | » |

### Segon intent

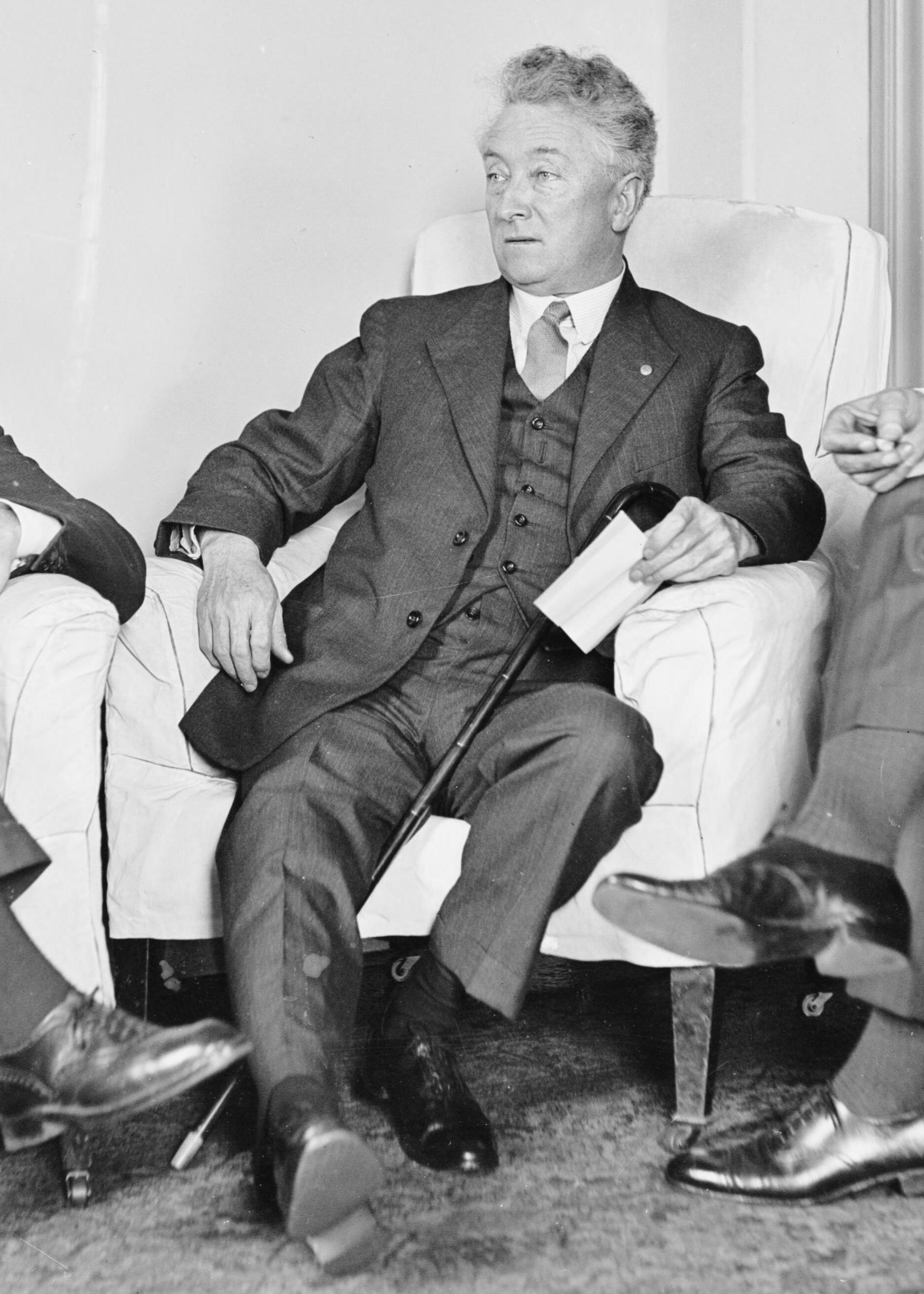
El novembre de 1932, durant el temps de preguntes parlamentàries, el diputat laborista de Lang, Rowley James, va preguntar amb burla al primer ministre Joseph Lyons (a la foto) si es donaria una medalla als soldats.

Després de la retirada de l'exèrcit, els atacs dels emús als conreus van prosseguir. Els agricultors van tornar a demanar suport, citant el clima càlid i la sequera que van portar milers d'emús a envair les granges. James Mitchell, el primer ministre d'Austràlia Occidental va donar el seu fort suport a la renovació de l'assistència militar. Al mateix temps, es va emetre un informe del comandant de la base que indicava que 300 emús havien estat morts en l'operació inicial.
Seguint les peticions i l'informe del comandant de la base, el ministre de defensa va aprovar l'ús de les forces armades el 12 de novembre i va defensar la seva decisió al Senat argumentant que la intervenció dels soldats era necessària per posar fi a la greu amenaça a l'agricultura provocada pel gran nombre d'emús. Tot i que l'exèrcit havia acceptat posar armes a disposició del govern d'Austràlia Occidental, amb l'esperança que aquest donés el personal necessari, Meredith es va veure obligat a tornar ell mateix al camp de batalla a causa d'una aparent manca de metralladors competents.
Desplegats pel camp de batalla el 13 de novembre de 1932, les forces armades van assolir un èxit particular durant els dos primers dies de la cacera, matant uns 40 emús. El tercer dia, el 15 de novembre, va resultar ser, amb diferència, un fracàs, i els informes posteriors de les unitats militars van suposar 100 emús morts per setmana fins al 2 de desembre. Meredith, en els seus informes va declarar un total de 986 emús morts després d'haver usat 9.860 bales, exactament 10 trets per cada baixa confirmada. L'oficial també va afirmar que més tard van morir unes 2.500 aus a conseqüència de les ferides. En avaluar l'èxit del sacrifici, un article al Coolgardie Miner el 23 d'agost de 1935 va informar que, tot i que l'ús de metralladores havia estat «criticat en molts sectors, el mètode va resultar eficaç i va salvar el que quedava del blat».

## Conseqüències
Malgrat els problemes amb l'erradicació de la vida salvatge, els agricultors de la regió occidental van sol·licitar més ajuda militar el 1934, 1943 i 1948, totes elles van ser rebutjades. En canvi, el sistema de recompensa estatal, establert el 1923, va continuar i va demostrar ser efectiu: es van reclamar 57.034 recompenses durant sis mesos el 1934.
A principis de desembre de 1932 s'havia estès la notícia de la Guerra dels emús. A Gran Bretanya, alguns conservacionistes van definir l'operació de contenció de la vida salvatge com «l'extermini de les espècies rares d'emú». Dominic Serventy i Hubert Whittell, famosos ornitòlegs australians, van descriure l'esdeveniment com «un intent de destrucció massiva de la població d'ocells».
Durant la dècada de 1930 i diverses dècades més tard, les tanques d'exclusió es van fer populars per mantenir animals com dingos, conills, emús i altres animals fora de les zones agrícoles.
El novembre de 1950, Hugh Leslie va plantejar la qüestió de l'emú al parlament federal, va demanar al ministre de l'Exèrcit Josiah Francis una distribució massiva de municions als agricultors. El ministeri ho va aprovar, proporcionant 500.000 bales a la població local.

## Llegat
El 2019, el dramaturg Simeon Yialeloglou i el compositor James Court van preparar una adaptació musical de la història a Melbourne. Una pel·lícula de comèdia d'acció, titulada The Emu War, es va estrenar al Monster Fest el 22 d'octubre de 2023. Una altra pel·lícula de comèdia d'acció que relata els esdeveniments, escrita per John Cleese, Monty Franklin, Rob Schneider, Camilla Cleese i Jim Jefferies, tenia com a objectiu començar la producció el 2023 o el 2024.